# Piz Cengalo
Der Piz Cengalo [tʃˈɛŋɡalɔ] (italienisch: Pizzo Cengalo) ist ein 3369 m ü. M. hoher Berg in den Bergeller Alpen. Über den Gipfel verläuft die Grenze zwischen der Schweiz und Italien, zwischen dem Bergell im Süden des Kantons Graubünden und dem Val Masino im Nordosten der Provinz Sondrio.

## Geologie
Der Gipfelbereich des Piz Cengalo besteht aus Bergeller Granit (Granodiorit), insbesondere die steile Nordwand des Cengalo ist durch den Rückgang des Permafrosts in den letzten Jahrzehnten instabil geworden. Dort im Val Bondasca liegt mit Vadrec dal Cengal und Vadrec da la Bondasca ein Gletscherrest.
Am 28. Dezember 2011 kam es im oberen Teil der Nordwand zu einem gewaltigen Felssturz, bei dem etwa 1,5–2 Millionen Kubikmeter Fels aus der Cengalo-Nordwand ins Val Bondasca stürzten.
Ein weiterer Bergsturz ereignete sich am 23. August 2017 mit 4 Millionen Kubikmetern, der grösste Bergsturz in Graubünden seit Jahrzehnten. Eine Mure erreichte den Talort Bondo GR und richtete grössere Schäden an. Acht Bergwanderer kamen beim Felssturz ums Leben.

## Routen und Besteigungen
Der Normalweg führt von der Gianettihütte zum Cengalo-Pass, von dort weiter über den Gratrücken zum Gipfel. Die Erstbesteigung erfolgte am 25. Juli 1866 durch Douglas Freshfield und C. Comyns Tucker mit Führer François Dévouassoud aus Chamonix. Die ersten Anstiege von Norden her führten durch die Eisrinne zwischen Piz Cengalo und Piz Badile, das Eis ist inzwischen verschwunden, und übriggeblieben ist ein steiles, lebensgefährlich steinschlagbedrohtes Geröllcouloir.
Die bekannteste Kletterroute ist die Gaiser-Lehmann-Route über den Nordwestpfeiler (1100 m, 25 Seillängen, Schwierigkeit V+ bzw. VI–, Stützpunkt Sasc-Furä-Hütte) im Vallun da la Trubinasca über Bondo. Sie ist seit den Bergstürzen zu gefährlich und praktisch nicht mehr zu begehen.
Der Höhenweg Vial zwischen Sasc-Furä- und Sciorahütte, der die Cengalo-Nordflanke quert, ist seit dem Bergsturz von 2017 verschüttet. Der Weg war schon vorher wegen hoher Steinschlaggefahr gesperrt, konnte aber bis 2017 auf eigene Gefahr begangen werden.